# Échemiré
Échemiré est une ancienne commune française située dans le département de Maine-et-Loire, en région Pays de la Loire.
Le 1er janvier 2016, elle prend le statut administratif de commune déléguée de la nouvelle commune de Baugé-en-Anjou de statut administratif commune nouvelle.
Cette commune rurale se situe dans le Baugeois, à l'ouest de la ville de Baugé.

## Géographie

### Localisation
Ce village angevin de l'ouest de la France se situe dans le Baugeois, à l'ouest de Baugé, sur la route D 766 qui va de Jarzé à Baugé.
Le Baugeois est la partie nord-est du département de Maine-et-Loire. Il est délimité au sud par les vallée de l'Authion et de la Loire, et à l'ouest par la vallée de la Sarthe.

### Géologie et relief
L'altitude de la commune varie de 33 à 101 mètres, pour une altitude moyenne de 67 mètres, et s'étend sur près de 17 km2 (1 698 hectares).
Son territoire se trouve sur l'unité paysagère du Plateau du Baugeois. Le relief du Baugeois est principalement constitué d'un plateau, aux terrains sablonneux, siliceux ou calcaires, caractérisés par de larges affleurements sédimentaires, crétacés, sables et calcaires aux teintes claires.
Une partie de la commune comporte une zone naturelle d'intérêt écologique, floristique et faunistique (ZNIEFF), pour la zone de la cavité souterraine de La Barangerie.

### Climat
Son climat est tempéré, de type océanique. Le climat angevin est particulièrement doux, du fait de sa situation entre les influences océaniques et continentales. Généralement les hivers sont pluvieux, les gelées rares et les étés ensoleillés.

### Aux alentours
Les communes les plus proches sont Sermaise (4 km), Le Vieil-Baugé (4 km), Jarzé (5 km), Baugé (5 km), Cheviré-le-Rouge (5 km), Montpollin (6 km), Saint-Martin-d'Arcé (6 km), Beauvau (7 km), Fontaine-Guérin (7 km) et Saint-Georges-du-Bois (7 km).

## Urbanisme
Morphologie urbaine : le village s'inscrit dans un territoire essentiellement rural.
En 2009, on trouve 272 logements à Échemiré, dont 88 % sont des résidences principales, pour une moyenne sur le département de 91 %, et dont 74 % des ménages en sont propriétaires. En 2013, la commune compte 264 logements, dont 88 % sont des résidences principales, pour une moyenne sur le département de 90 %, et dont 74 % des ménages en sont propriétaires.

## Toponymie et héraldique

### Toponymie
Formes anciennes du nom : Curtis Aschimiriaci en 1060, Gedeon de Eschimiriaco en 1077, Schimiriacus en 1094, Chimiriacus en 1174, parochia de Chemiré en 1225, Eschemiré en 1793, Echemiré en 1801 avant de devenir Échemiré,.
Nom des habitants : Les Échemiréens.

### Héraldique
|  | Les armes de la commune se blasonnent ainsi : D'or, a deux chênes arrachés de sinople posés en chef et un sanglier de sable en pointe, chargé en cœur d'un écu de sable à la bande fuselée d'argent. |

## Histoire

### Préhistoire
Présence de vestiges d'une occupation préhistorique : trois haches en pierre polie, présence de plusieurs monuments mégalithiques, comme l'ensemble mégalithique dit La Pierre du Coq.

### Moyen Âge
Vers 862, les moines de Glanfeuil fuient les raids vikings et emportent les reliques de Saint-Maur à Échemiré. Ils y résident quelques jours avant de se remettre en route vers le pays de Séez.
Au XIe siècle le château enveloppe entièrement l'église.
En 1304, les Templiers, gouvernés par le maître du Temple Hugues de Marcé, ont des vignes à Échemiré, situées dans le clos de La Hoire.
En mars 1363 pendant la Guerre de Cent Ans, le chevalier Jean de la Haye d'Échemiré, seigneur dudit lieu, trahit la France en compagnie du chevalier de la Prézaye, seigneur de Jarzé. Ils s'allient aux troupes anglaises qui ravagent l'Anjou. La prise du château de Villevêque est l'un de leurs faits d'armes. Ils continuent de piller la région et se font chasser vers la mi-avril de la même année. Louis Ier d'Anjou, donne la totalité de leurs biens en juillet suivant, au chevalier Pierre d'Avoir, chambellan du roi, gouverneur du bailliage de Touraine et sénéchal d'Anjou.
Au XVe siècle le roi René, qui aime venir chasser dans les forêts de la région, fait reconstruire le château de Baugé.

### Ancien Régime
Sous l'Ancien Régime, Échemiré dépend de la sénéchaussée angevine de Baugé, du diocèse d'Angers et de l'archiprêtré du Lude.

### Époque contemporaine
À la réorganisation administrative accompagnant la Révolution, en 1790 la commune est rattachée au canton de Jarzé, puis à celui de Baugé. Il est intégré au district de Baugé, puis en 1800 à l'arrondissement de Baugé, et à sa disparition en 1926, à l'arrondissement de Saumur.
En Décembre 1793, les Vendéens de la Grande armée catholique et royale s'installent à Baugé, pillent Échemiré et y affrontent le général républicain Westermann. Durant cette courte période, la cloche de la chapelle de la terre de Mincé est emportée par les royalistes et transportée à Trémentines. Elle n'est retrouvée qu'en 2021,.
En 1837, la commune de Rigné est intégrée à Échemiré.
En 2014, un projet de fusion de l'ensemble des communes de l'intercommunalité se dessine. Le 18 mai 2015, les conseils municipaux de l'ensemble des communes du territoire communautaire votent la création d'une commune nouvelle au 1er janvier de l'année suivante. L'arrêté préfectoral est signé le 10 juillet et porte sur la création au 1er janvier 2016 de la commune nouvelle de « Baugé-en-Anjou », groupant les communes de Baugé-en-Anjou, Bocé, Chartrené, Cheviré-le-Rouge, Clefs-Val d'Anjou, Cuon, Échemiré, Fougeré, Le Guédeniau et Saint-Quentin-lès-Beaurepaire.

## Politique et administration

### Administration actuelle
Depuis le 1er janvier 2016, Échemiré constitue une commune déléguée au sein de la commune nouvelle de Baugé-en-Anjou et dispose d'un maire délégué.
| Période                                  | Période  | Identité       | Étiquette | Qualité |
| ---------------------------------------- | -------- | -------------- | --------- | ------- |
| janvier 2016                             | en cours | Jérôme Pinson, |           |         |
| Les données manquantes sont à compléter. |          |                |           |         |

### Administration ancienne
La commune est créée à la Révolution. Municipalité en 1790. Le conseil municipal est composé de quinze élus.
| Période                                  | Période       | Identité          | Étiquette | Qualité  |
| ---------------------------------------- | ------------- | ----------------- | --------- | -------- |
| 1790                                     |               | Tribondeau        |           |          |
| 1800                                     |               | Jean Boisard      |           |          |
| 1815                                     |               | Tribondeau        |           |          |
| 1816                                     |               | Louis Pillet      |           |          |
| 1830                                     |               | Thuau-Fontaine    |           |          |
| 1837                                     |               | Étienne Legris    |           |          |
| 1855                                     |               | Ludovic Legris    |           |          |
| 1861                                     |               | Jean Dubois       |           |          |
| 1874                                     |               | Jean Vivien       |           |          |
| 1881                                     |               | Henri Cottereau   |           |          |
| 1904                                     |               | Auguste Dubois    |           |          |
| 1908                                     |               | Henri Cottereau   |           |          |
| 1912                                     |               | Augustin Dubois   |           |          |
| 1935                                     |               | Auguste Bachelier |           |          |
| 1945                                     |               | Adrien Lancelot   |           |          |
| juin 1995                                | mars 2008     | Raymond Vincelot  |           | Retraité |
| mars 2008                                | mars 2014     | Alain Chaslerie   |           | Retraité |
| mars 2014                                | décembre 2015 | Jérôme Pinson,    |           |          |
| Les données manquantes sont à compléter. |               |                   |           |          |

### Jumelages
La commune ne comporte pas de jumelage.

### Ancienne situation administrative

#### Intercommunalité
La commune est membre en 2015 de la Communauté de communes du canton de Baugé. Créée en 1994, cette structure intercommunale regroupe les dix communes du canton, dont Cuon, Bocé et Le Vieil-Baugé. Elle a pour objet d’associer des communes au sein d’un espace de solidarité, en vue de l’élaboration d’un projet commun de développement et d’aménagement de l’espace.
La communauté de communes est alors membre du pays des Vallées d'Anjou, structure administrative d'aménagement du territoire. Le syndicat mixte du Pays des Vallées d'Anjou (SMPVA) regroupe six communautés de communes : Beaufort-en-Anjou, canton de Baugé, canton de Noyant, Loir-et-Sarthe, Loire Longué, Portes-de-l'Anjou.

#### Autres administrations
Conseil de développement du pays des vallées d'Anjou (CDPVA), syndicat intercommunal d’eau et d’assainissement de l’agglomération baugeoise, syndicat mixte intercommunal de valorisation et de recyclage thermique des déchets de l’Est Anjou (SIVERT), syndicat intercommunal pour l'aménagement du Couasnon (SIAC).
Le SIVERT est le syndicat intercommunal de valorisation et de recyclage thermique des déchets de l’Est Anjou, qui se trouve à Lasse.

#### Autres circonscriptions
Jusqu'en 2015, Échemiré fait partie du canton de Baugé et de l'arrondissement de Saumur. Ce canton compte alors les dix mêmes communes que celles de la communauté de communes. Dans le cadre de la réforme territoriale, un nouveau découpage territorial pour le département de Maine-et-Loire est défini par le décret du 26 février 2014. La commune est alors rattachée au canton de Beaufort-en-Vallée, avec une entrée en vigueur au renouvellement des assemblées départementales de 2015.
Échemiré est dans la troisième circonscription de Maine-et-Loire, composée de huit cantons dont Longué-Jumelles et Noyant. La troisième circonscription de Maine-et-Loire est l'une des sept circonscriptions législatives que compte le département.

## Population et société

### Démographie

#### Évolution démographique
L'évolution du nombre d'habitants est connue à travers les recensements de la population effectués dans la commune depuis 1793. À partir du 1er janvier 2009, les populations légales des communes sont publiées annuellement dans le cadre d'un recensement qui repose désormais sur une collecte d'information annuelle, concernant successivement tous les territoires communaux au cours d'une période de cinq ans. 
Pour les communes de moins de 10 000 habitants, une enquête de recensement portant sur toute la population est réalisée tous les cinq ans, les populations légales des années intermédiaires étant quant à elles estimées par interpolation ou extrapolation. Pour la commune, le premier recensement exhaustif entrant dans le cadre du nouveau dispositif a été réalisé en 2006,.
En 2013, la commune comptait 595 habitants, en évolution de +0,85 % par rapport à 2008 (Maine-et-Loire : +3,3 %, France hors Mayotte : +2,49 %).
| 1793 | 1800 | 1806 | 1821 | 1831 | 1841 | 1846 | 1851 | 1856 |
| ---- | ---- | ---- | ---- | ---- | ---- | ---- | ---- | ---- |
| 603  | 588  | 651  | 618  | 740  | 854  | 805  | 790  | 805  |

| 1861 | 1866 | 1872 | 1876 | 1881 | 1886 | 1891 | 1896 | 1901 |
| ---- | ---- | ---- | ---- | ---- | ---- | ---- | ---- | ---- |
| 771  | 827  | 801  | 768  | 758  | 784  | 737  | 728  | 717  |

| 1906 | 1911 | 1921 | 1926 | 1931 | 1936 | 1946 | 1954 | 1962 |
| ---- | ---- | ---- | ---- | ---- | ---- | ---- | ---- | ---- |
| 693  | 677  | 595  | 559  | 552  | 544  | 616  | 639  | 581  |

| 1968 | 1975 | 1982 | 1990 | 1999 | 2006 | 2011 | 2013 | - |
| ---- | ---- | ---- | ---- | ---- | ---- | ---- | ---- | - |
| 530  | 466  | 462  | 491  | 466  | 577  | 593  | 595  | - |

#### Pyramide des âges
La population de la commune est relativement jeune. Le taux de personnes d'un âge supérieur à 60 ans (18,5 %) est en effet inférieur au taux national (21,8 %) et au taux départemental (21,4 %).
À l'instar des répartitions nationale et départementale, la population féminine de la commune est supérieure à la population masculine. Le taux (50,6 %) est du même ordre de grandeur que le taux national (51,9 %).
La répartition de la population de la commune par tranches d'âge est, en 2008, la suivante :
- 49,4 % d’hommes (0 à 14 ans = 24,6 %, 15 à 29 ans = 14 %, 30 à 44 ans = 24,6 %, 45 à 59 ans = 18,6 %, plus de 60 ans = 18,3 %) ;
- 50,6 % de femmes (0 à 14 ans = 22,3 %, 15 à 29 ans = 19,2 %, 30 à 44 ans = 17,5 %, 45 à 59 ans = 22,3 %, plus de 60 ans = 18,8 %).

| Hommes | Classe d’âge | Femmes |
| ------ | ------------ | ------ |
| 0,7    | 90 ans ou +  | 0,0    |
| 5,3    | 75 à 89 ans  | 6,8    |
| 12,3   | 60 à 74 ans  | 12,0   |
| 18,6   | 45 à 59 ans  | 22,3   |
| 24,6   | 30 à 44 ans  | 17,5   |
| 14,0   | 15 à 29 ans  | 19,2   |
| 24,6   | 0 à 14 ans   | 22,3   |

| Hommes | Classe d’âge | Femmes |
| ------ | ------------ | ------ |
| 0,4    | 90 ans ou +  | 1,1    |
| 6,3    | 75 à 89 ans  | 9,5    |
| 12,1   | 60 à 74 ans  | 13,1   |
| 20,0   | 45 à 59 ans  | 19,4   |
| 20,3   | 30 à 44 ans  | 19,3   |
| 20,2   | 15 à 29 ans  | 18,9   |
| 20,7   | 0 à 14 ans   | 18,7   |

### Vie locale
Services publics présents sur la commune : mairie, école maternelle et primaire, avec cantine, garderie périscolaire. D'autres services publics se trouvent à Baugé, dont le collège, l'hôpital intercommunal et le centre de secours.
Outre les services publics, on trouve plusieurs commerces et artisans sur la commune : boulangerie, hôtel restaurant, commerce de fruits et légumes, etc.
La plupart des structures de santé se trouvent à Baugé, dont l'hôpital local, l'hôpital intercommunal du Baugeois et de la Vallée (95 places), et plusieurs maisons de retraite.
La collecte des déchets ménagers (tri sélectif) est organisée par la communauté de communes du canton de Baugé. La déchèterie intercommunale se situe sur la commune de Saint-Martin-d'Arcé.

## Économie

### Tissu économique
Commune principalement agricole, en 2008, sur les 35 établissements présents sur la commune, 43 % relèvent du secteur de l'agriculture. Deux ans plus tard, en 2010, sur 42 établissements présents, 36 % relèvent du secteur de l'agriculture (pour une moyenne de 17 % sur le département), 17 % du secteur de l'industrie, 12 % du secteur de la construction, 29 % de celui du commerce et des services et 7 % du secteur de l'administration et de la santé.
En 2013, sur les 35 établissements actifs sur la commune, 34 % relèvent du secteur de l'agriculture (pour une moyenne de 12 % sur le département), 20 % du secteur de l'industrie, 9 % du secteur de la construction, 31 % de celui du commerce et des services et 6 % du secteur de l'administration et de la santé.

### Agriculture
Liste des appellations présentes sur le territoire :
- IGP Bœuf du Maine, IGP Porc de la Sarthe, IGP Volailles de Loué, IGP Volailles du Maine, IGP Œufs de Loué,
- IGP Cidre de Bretagne ou Cidre breton,
- IGP Maine-et-Loire blanc, IGP Maine-et-Loire rosé, IGP Maine-et-Loire rouge.

## Culture locale et patrimoine

### Lieux et monuments
La commune d'Échemiré comporte plusieurs inscriptions à l'inventaire du patrimoine, dont deux monuments historiques.
Édifices classés Monuments historiques :
- Ensemble mégalithique dit La Pierre du Coq, au lieu-dit Bois des Moulinés, du Néolithique (préhistoire), Monument historique classé le 7 novembre 1979 (PA00109095)[17].
- Église Saint-Martin, des XIe et XIIe siècles, Monument historique classé le 9 octobre 1969 (PA00109094), pour les chevet, transept avec ses deux absidioles, clocher central[51].

Châteaux :
- Château d'Échemiré (castellum de Eschimiriaco) : Ancien château fort avec murailles de pierres et fossés. Datant au moins du IXe siècle, il est bâti sur les restes de l'antique domaine gallo-romain de la villa Scameriacum. Privé, inhabitable et très vétuste, il est utilisé au XXe siècle comme bâtiment agricole. Inventaire général. Gedeonis de Eschimiriaco (Gédéon d'Echemiré) en était le seigneur en 1044[52].
- Bonnevau (castellum de Bona valle) : Ancien château datant au moins du IXe siècle, plusieurs fois détruit, remanié et transformé en manoir puis en ferme. Toujours à l'état de ferme. Son nom signifie « les bonnes vallées ». Un diplôme du roi Charles le Chauve, petit fils de Charlemagne, y est daté en 850 par Hysabellis, la domina de Bona Valle (Isabelle, la dame de Bonnevau)[53],[54].
- Le Haut Mincé (Fulco de Minciaco en 1082) : Ancien logis avec tourelle d'escalier, manoir du XVe ou XVIe siècle, remanié aux XVIIe et XVIIIe. L'ensemble possédait une chapelle disparue au XIXe[55],[56].
- Gléné (castellum de Gleni) : Ancien château datant au moins du XIe siècle, détruit, reconstruit et remanié progressivement en manoir puis en ferme du XIVe au XXe siècle. Toujours à l'état de ferme. Arduinus de Gleni (Hardouin de Gléné) en était le seigneur en 1089[57],[58].
- La Grifferaie : Château du XIXe siècle construit par l'architecte Auguste Bibard, en style Louis XVIII, pour Louis d'Andigné, à l'emplacement d'un manoir détruit[59],[60],[61].
- Le château de La Roussière, du XIXe siècle[62].

Lieux de cultes :
- Chapelle Saint-Bibien et prieuré de bénédictins : La chapelle est bâtie au XIe siècle par les moines bénédictins. Son chœur est remanié aux XIIe et XVe (ou XVIe). On y ajoute des logements au XVe (ou XVIe) et d'autres adjonctions au XVIIIe siècle[63].
- Chapelle Notre-Dame, également appelée « oratoire Notre-Dame » : Elle est bâtie par les maçons qui œuvraient sur l'église Saint-Martin en 1684. Une légende locale raconte que les jeunes filles qui désiraient se marier dans l'année devaient jeter une pièce de monnaie depuis l'entrée de la chapelle vers la Sainte Vierge. Si la pièce restait sur l'autel, leurs vœux étaient exaucés, dans le cas contraire, elles devraient patienter une année de plus. Cette chapelle est en très bon état de conservation. Inventaire général[64].
- Chapelle de Mincé : Ancienne chapelle du château de Mincé.
- Chapelle de La Roussière : Ancienne chapelle du château de la Roussière.
- Chapelle de La Cour du Moulin : Ancienne chapelle du château de la Court dont l'emplacement exact est difficile à situer car entièrement détruite bien avant la Révolution française[65].
- Chapelle Sainte-Catherine de Rougé : Ancienne chapelle à clocher du château de Rougé datant au moins du XIIe siècle. Totalement détruite en 1860, sa cloche, portant les noms de ses parrains, pu être sauvée et transférée dans l'église d'Echemiré[66].
- Presbytère, situé dans le village, bâtiment du XVIIe siècle, ouvertures et intérieurs remaniés au XVIIIe, ainsi que constructions de dépendances, adjonctions diverses au XIXe siècle[67].

Manoirs et maisons de maître :
- La Besnerie, maison de maître et ferme des XVIIIe, XIXe et XXe siècles[68].
- Le Breuil, maison de maître des XVIIIe, XIXe et XXe siècles[69].
- Montchauvon, bâtiment principal du XVIe siècle, avec deux pavillons ajoutés au XVIIe, ancien fief avec logis appartenant au XVe siècle à la famille Du Plessis[70],[71],[72].
- Les Rochettes, manoir du XVIe siècle, sur un ancien domaine d'une chapelle fondée au XIVe[73].
- Le manoir du 2 de la route de Chartrené, des XVIe et XVIIe siècles, partie ouest avec tourelle à demi hors-œuvre en façade[74].

Le manoir de La Grifferaye, disparu : ancien manoir détruit en 1865 pour laisser place à l'actuel château de la Grifferaie. Sur ces dépendances, une variété de poires a été obtenue en 1853, dite Doyenné de la Grifferaie. La Vieille Roussière, manoir mentionné au XIIIe siècle, fief et seigneurie au XVIe, détruit au début du XIXe.
Plusieurs maisons du XVe au XIXe siècle, dont :
- Maison des Berreries, du XVIe siècle, avec toit à longs pans en ardoise[77] ;
- Maison 25 route de Chartrené, du XVIIe siècle, ouvertures et cheminée remaniées au XVIIIes[78] ;
- Maison 35 et 37 route de Chartrené, bâtiment principal du XVIe siècle, remaniée et agrandie aux XVIIIe et XIXe[79] ;
- Maison chemin des Petits Veaux, des XVIe et XXe siècles[80] ;
- Maison du Petit-Échigne, ensemble de bâtiments du XVe ou XVIe siècle[81] ;
- Maison de La Terreraie, du XVIIe siècle, remanié au XIXe[82].

Plusieurs fermes du XVe au XIXe siècle, dont :
- La ferme du Bas Mincé, des XVIIe, XVIIIe et XIXe siècles[83] ;
- La ferme des Berreries, du XVIe siècle[84] ;
- Les fermes du Bois Rousseau des XVe, XVIe, XVIIIe et XIXe siècles[85],[86] ;
- La ferme de La Boivinière, deux bâtiments du XVe ou XVIe, une partie du XVIIe, ensemble remanié au XXe[87] ;
- La ferme de La Bouctière, du XVIIe siècle, remaniée au XIXe[88] ;
- La ferme des Corbinières, corps de logis du XVIe, parties agricoles des XVIIIe et XIXe siècles[89] ;
- La ferme de La Davière, des XVIe et XIXe siècles[90] ;
- Les fermes de La Fosse, une première avec corps de logis et remise du XVIe siècle, et une seconde avec des bâtiments du XVIe remaniés aux XVIIIe et XIXe siècles[91],[92].
- La ferme des Fouteaux, bâtiment principal du XVIIe siècle[93] ;
- La ferme de Glaine, des XVIe, XVIIe et XVIIIe siècles[94] ;
- La ferme du Motais, du XVIIe siècle[95].
- La ferme Le Haut Rougeard, des XVIe et XIXe siècles[96] ;
- La ferme Les Orgeries, des XVIe, XVIIe et XVIIIe siècles[97].

Plusieurs moulins à eau et à vent dont le moulin Terrier, moulin à eau à retenue, du XVIIe et XVIIIe siècles.
Four à briques et à tuiles de Belle-Vue, du XIXe siècle.
Hameaux :
- Les Boivinières, hameau faisant partie avant 1829 de Jarzé, dont une ferme des XVIe, XVIIe et XIXe siècles[101],[102].
- La Cour du Moulin, ancienne seigneurie dont deux tours en ruines subsistaient encore au XIXe. Le manoir est du XVe siècle, agrandi au XVIe, ajout de parties agricoles au XVIIIe, remanié au XIXe et XXe siècles. Appartenait à Pierre de Montalais au XVIe, à la famille de La Roë au XVIIe, à la famille de Broc au XVIIe[103],[104].
- Le Savigné : hameau datant au moins du XVIe siècle. En 1526, il était habité par Guitte Savigné, son épouse Yvonne et leurs enfants. Son nom provient d'un homme venu de Savigné. Comme il existe plusieurs localités portant cette appellation, impossible de savoir d'où il venait exactement[105].
- Le Bois Rousseau : hameau bâti à l'origine au milieu d'un bois, datant au moins du XVIe siècle. En 1517, il était habité par Jullien Rousseau, son épouse Ollive dite "la Rouselle" et leurs enfants. Son nom provient du surnom d'un homme au cheveux roux[106].

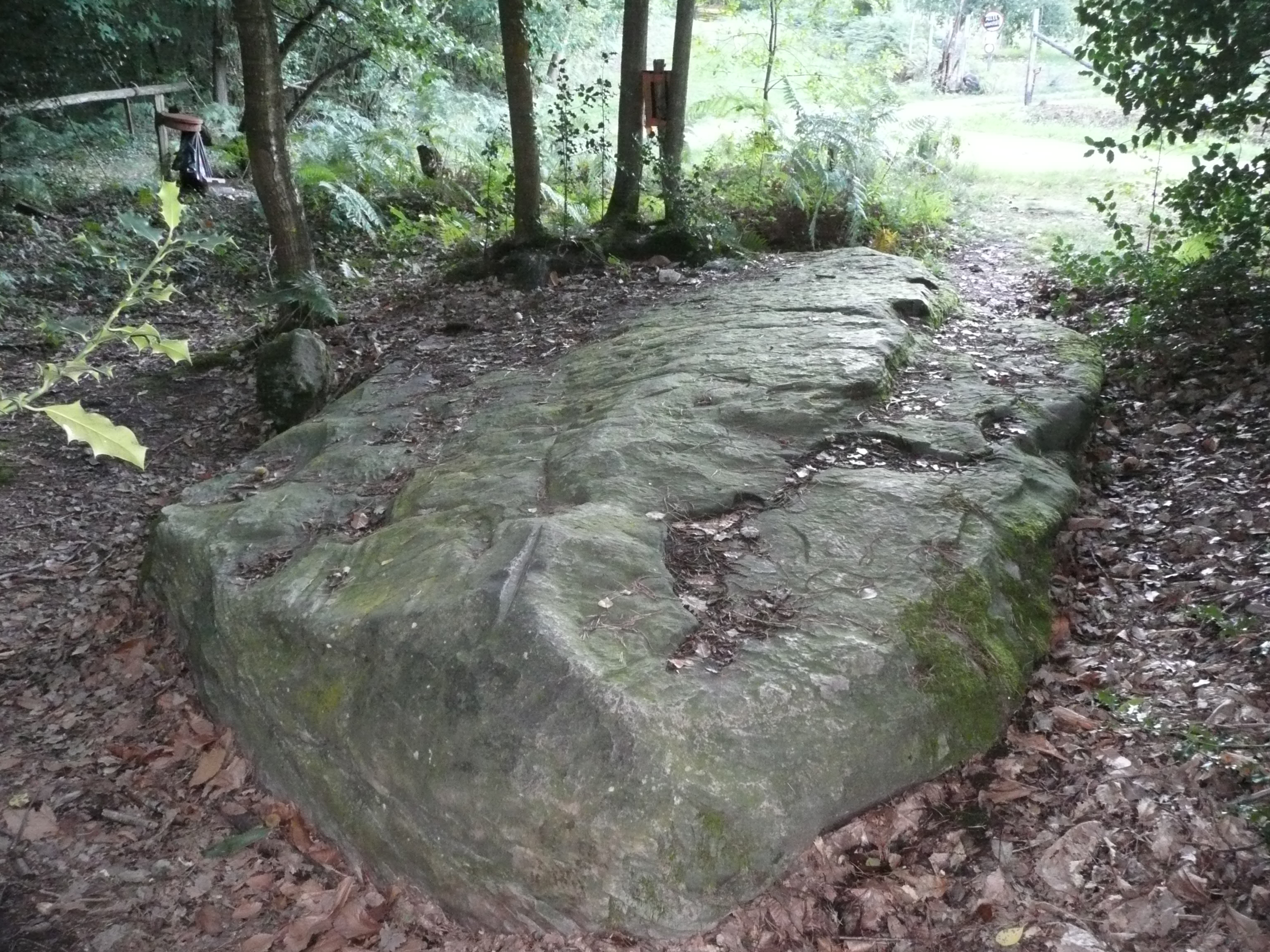
Polissoir
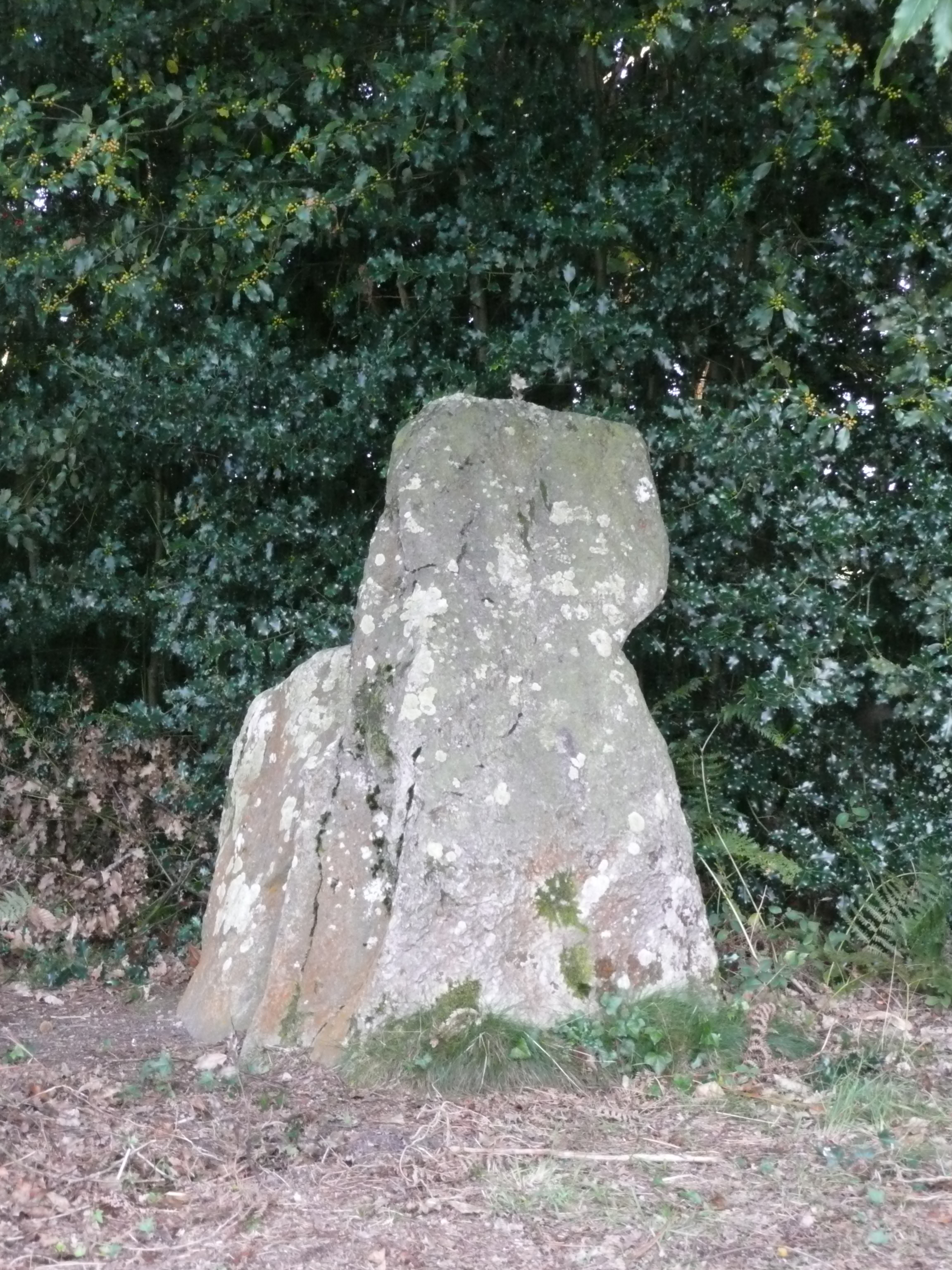
La Poule
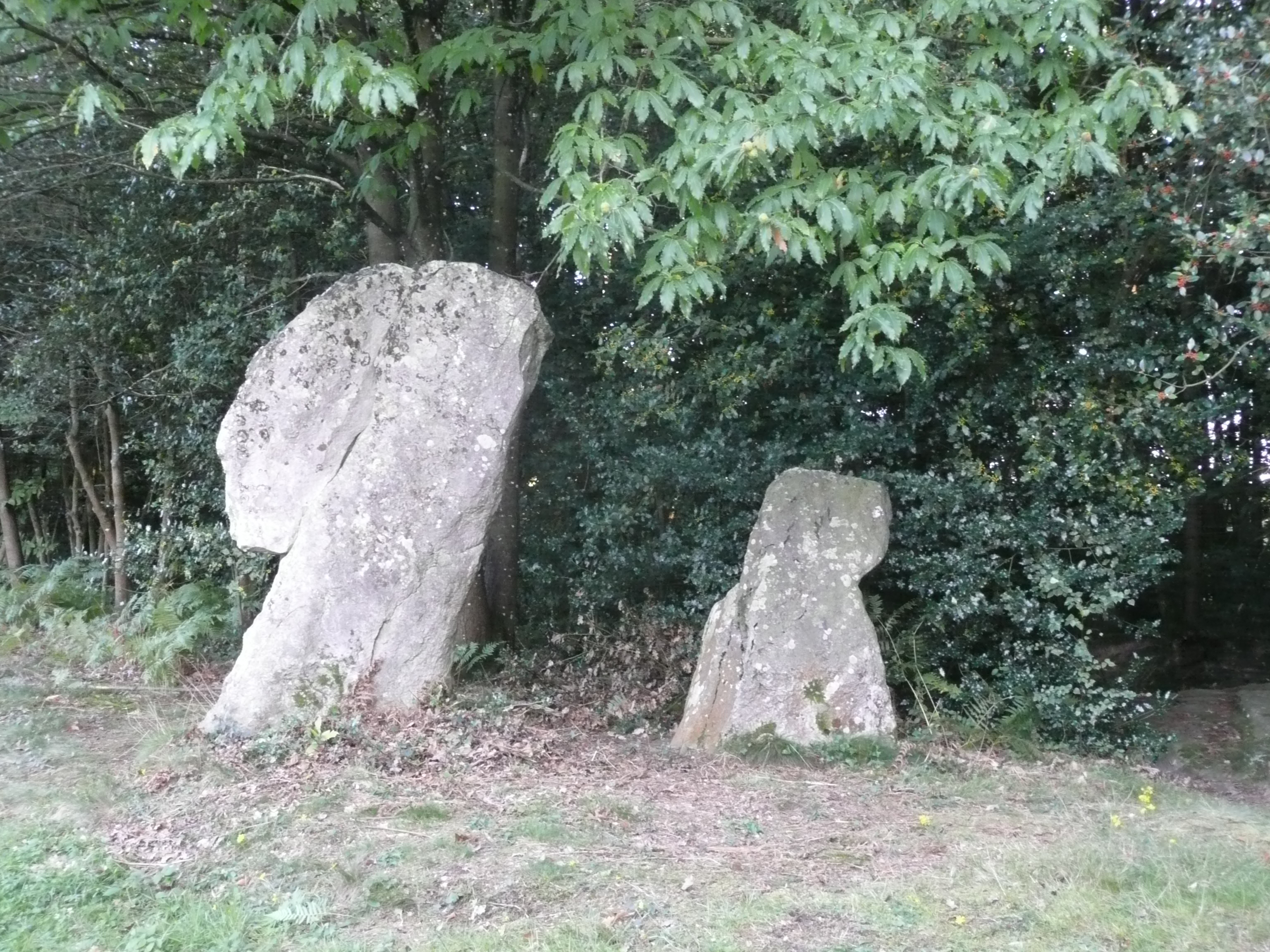
Le Coq et la Poule
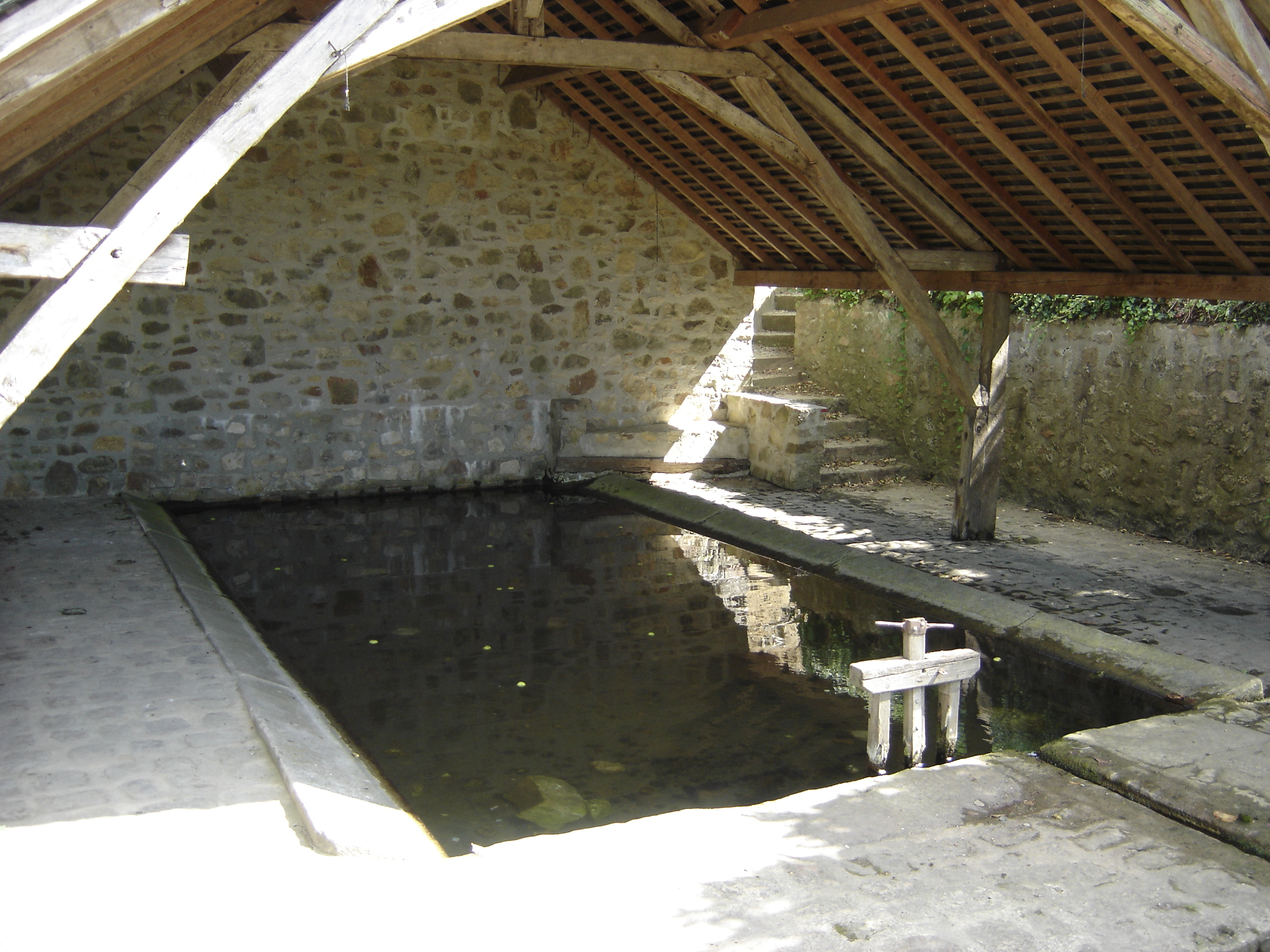
Lavoir
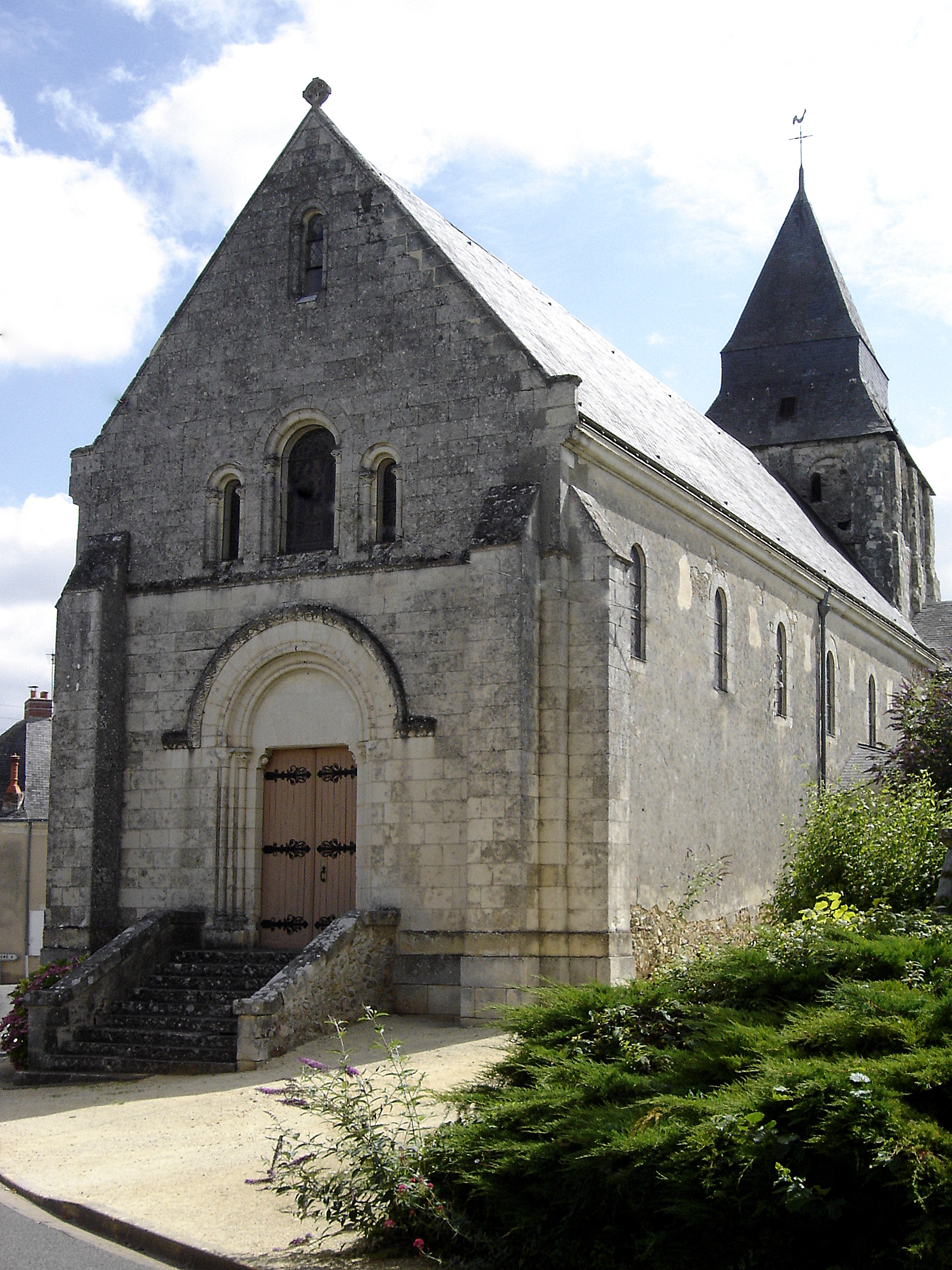
Église Saint-Martin
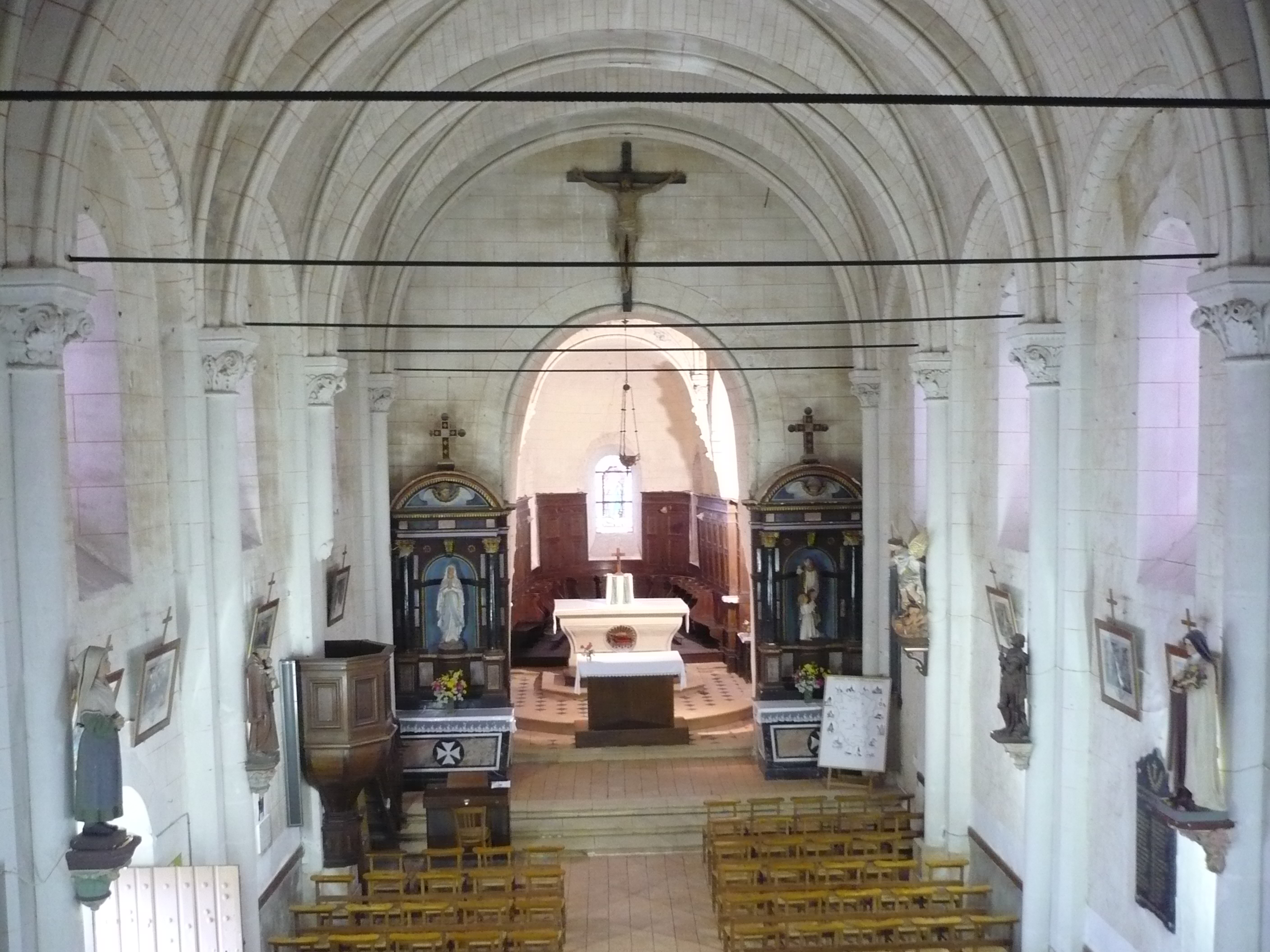
Église (intérieur)

### Personnalités liées à la commune
- Armand Louis de Broc (1772-1810), général de brigade, grand maréchal du palais du roi de Hollande, baron d’Échemiré.
- Jean Châtelain dit Tranquille (1765-1848), ancien chef chouan et maréchal de camp, décédé le 11 juin 1848 à Échemiré.
- André Sarazin (1933-2007), écrivain et historien français, dessinateur du blason d'Échemiré.
- Hugues Quester (1948-), acteur français né à Échemiré.